# Берривилл (Виргиния)
Берривилл (Berryville) — город и окружной центр в округе Кларк, в штате Виргиния, США. Население по переписи 2010 года составляет 4 185 человек. В городе размещается администрация округа Кларк.

## География
Берривилл находится в северной части долины Шенандоа, в 18 километрах восточнее Уинчестера и в 8 километрах южнее границы с Западной Виргинией. Трасса №340 проходит через центр города и ведёт на северо-восток на Чарльзтаун (19 м.) и на юго-запад на Фронт-Роял (35 км.). Хайвей №7 огибает город с севера и выглядит здесь как четырёхполосное шоссе. Он идёт на запад на Уинчестер и на восток через горы Блу-Ридж в Лисберг (39 км.).
По данным бюро переписи, Берривилл имеет площадь 5.9 кв. км.

## История
Берривилл был основан на пересечении уинчестерского шоссе и чарльзтаунской дороги. В 1734 году эта земля была пожалована королевским указом капитану Исааку Пеннингтону, а Джордж Вашингтон провёл межевание  23 октября 1750 года.В 1754 году Пеннингтон продал участок полковнику Джону Хайту. Существует легенда, что Даниель Морган подрался здесь с хулиганами и по этой причине, а также из-за шумной таверны неподалёку, это место получило неформальное прозвище "Баттл-Таун". Таверна находилась там, где сейчас расположен цветочный магазин - на углу по адресу Вест-Мэйн-Стрит, дом 2.
Хайт в 1765 году продал участок своему племяннику, майору Чарльзу Смиту. Смит официально назвал владение "Баттлтаун". Он же построил дом - это здание сейчас является домом №106 на Ист-Мэйн-Стрит и известно как "The Nook". Оно считается самым старым строением в городе; после Гражданской войны в нём была открыта школа для девочек.
В 1780-х годах здесь же появилось здание, известное как "Soldier's Rest". После войны здесь поселился генерал Даниель Морган, а потом полковник Гриффин Тейлор, который, предположительно, и дал зданию его название. При Моргане появилась новая таверна, на месте которой находится гостиница "Battletown Inn".
Сын майора Смита, Джон Смит, в 1797 году продал 20 акров земли Бенжамину Берри и Саре Стриблинг, которые разделили землю на участки и продали их под застройку. Таким образом 15 января 1798 года появился город Берривилл.  К 1810 году в городе было 25 домов, три магазина, аптека, две таверны и школа. В 1836 году был образован округ Кларк и в Берривилле разместился окружной суд. Так город стал административным центром округа. В 1854 году была построена Пресвитерианская церковь (№123, Вест-Мэйн-Стрит), которая сейчас является самой старой церковью в городе.
Весной 1863 года, когда федеральная дивизия Милроя стояла в Уинчестере, Милрой отправил бригаду Макрейнольдса (1 800 человек) в Берривилл, чтобы они использовали город как базу для разведывательных рейдов. Для ликвидации берривиллского гарнизона была отправлена дивизия Роберта Роудса, но Роудс опоздал - Макройнольдс 13 июня успел увести свою бригаду в Уинчестер.

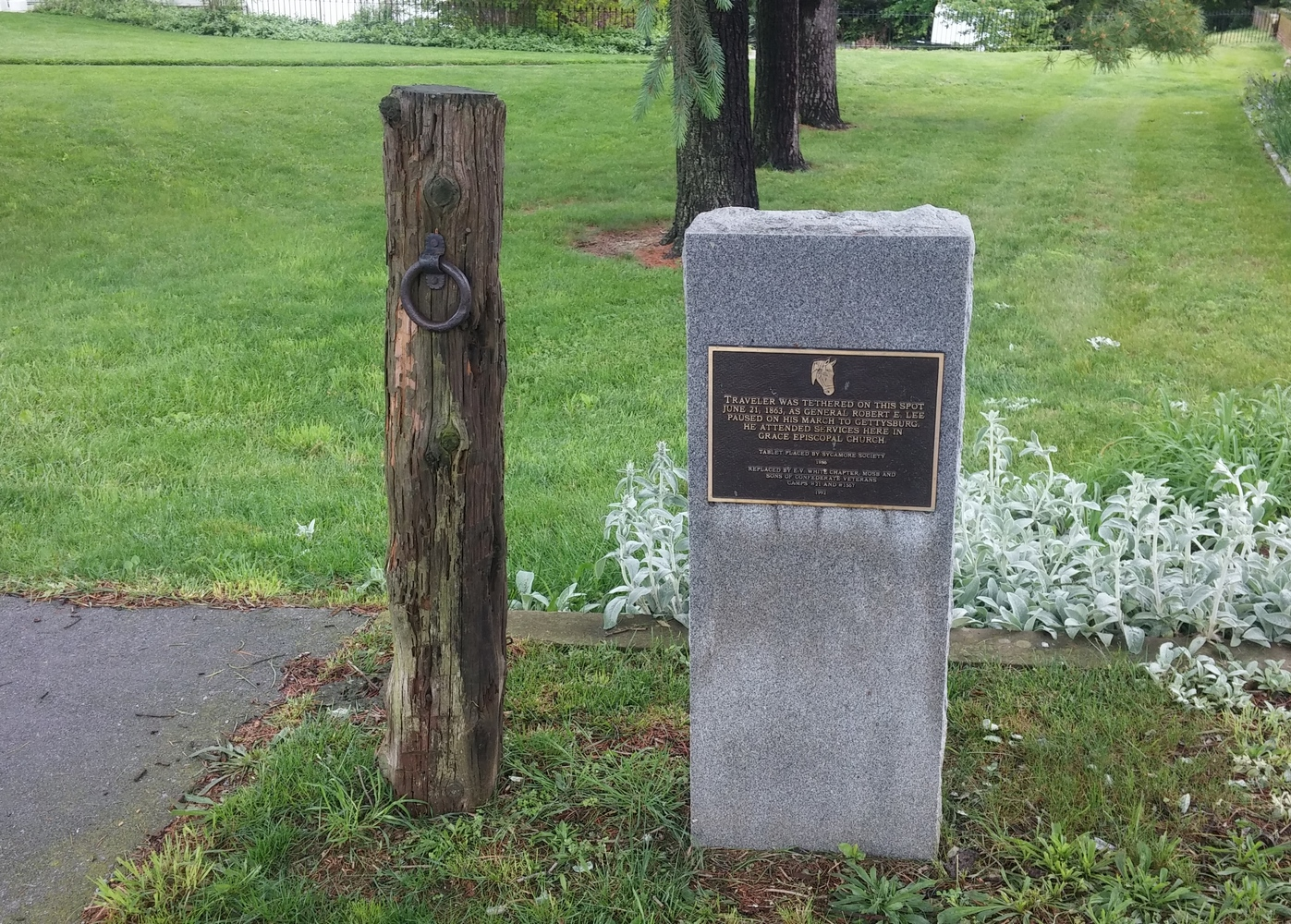
Место, где генерал Ли привязывал "Бродягу" 21 июня 1863 года. Берривилл, 2017

Чрез несколько дней Уинчестер пал и Северовирджинская армия начала наступление на север, и 21 июня генерал Ли перенёс свой штаб на северную окраину Берривилла, на Чарльзтаунскую дорогу. В тот день он присутствовал на службе в беривиллской епископальной церкви. Встреча генерала Ли и генерала Лонгстрита перед церковью стала сюжетом картина Мотта Кюнстлера "God Be With You". В Берривилле Ли приказал Лонгстриту начать наступление за Потомак и здесь же 22 и 23 июня он отдал приказ Джебу Стюарту о начале "рейда".
В августе 1864 года партизаны Джона Мосби атаковали обоз армии Шеридана, который подходил к городу по чарльтаунской дороге с севера, растянувшись на 7 миль. Мосби захватил 200 пленных и 600 лошадей. Чуть позже в городе разместил штаб Джубал Эрли, а 4 сентября 1864 года на уинчестерской дороге к западу от города произошло сражение при Берривилле: дивизия Джозефа Кершоу атаковала федеральную дивизию, Джозефа Тоберна, но не добилась ощутимого результата.

## Исторические объекты
- The Nook (1765)
- Soldier's Rest (1769)
- Здание окружного суда (1837)
- Пресвитерианская церковь (1854)
- Епископальная  церковь (1857)
- маркер во дворе епископальной церкви, где генерал Ли привязывал своего коня 21 июня 1863 года

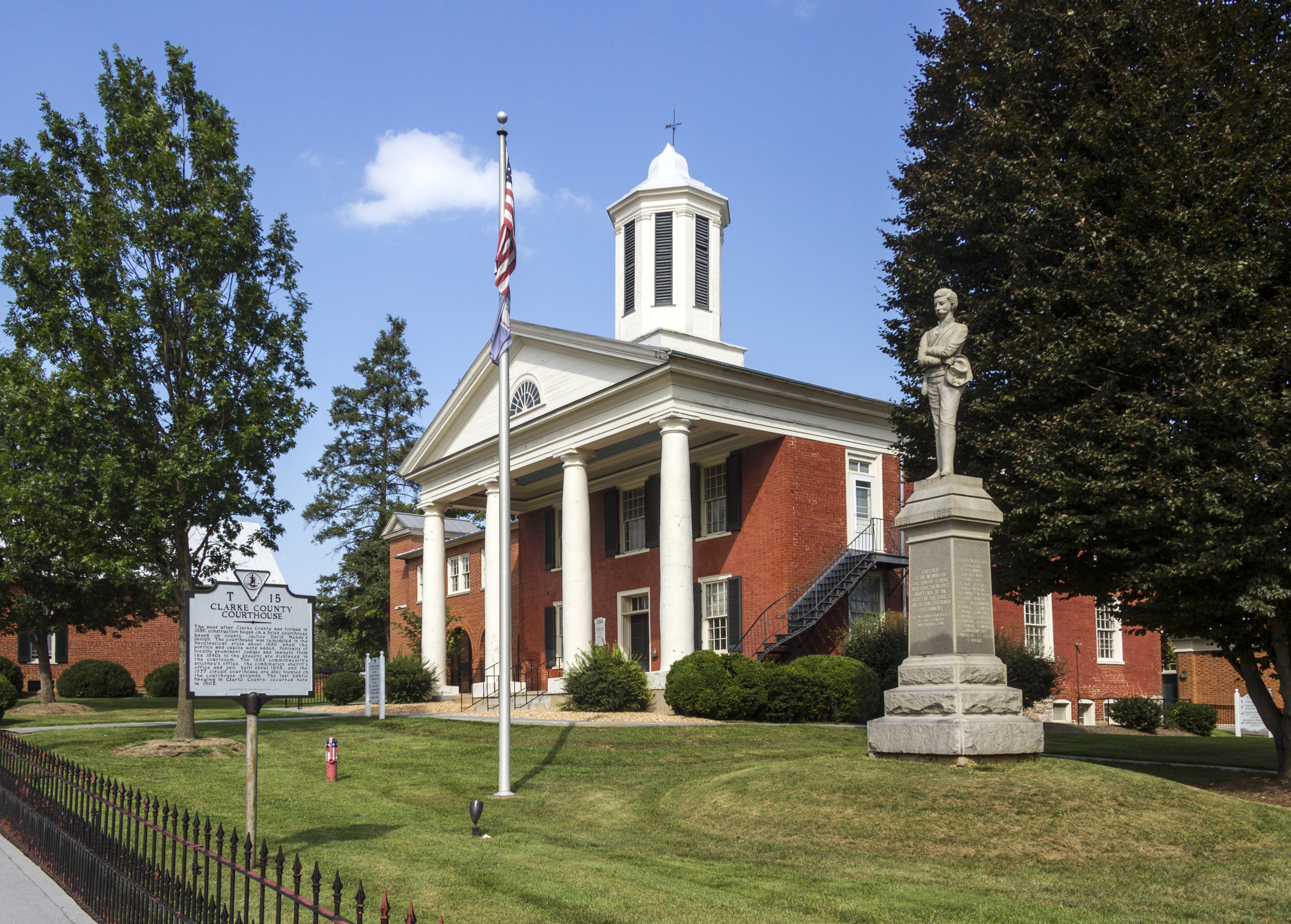
Здание окружного суда округа Кларк
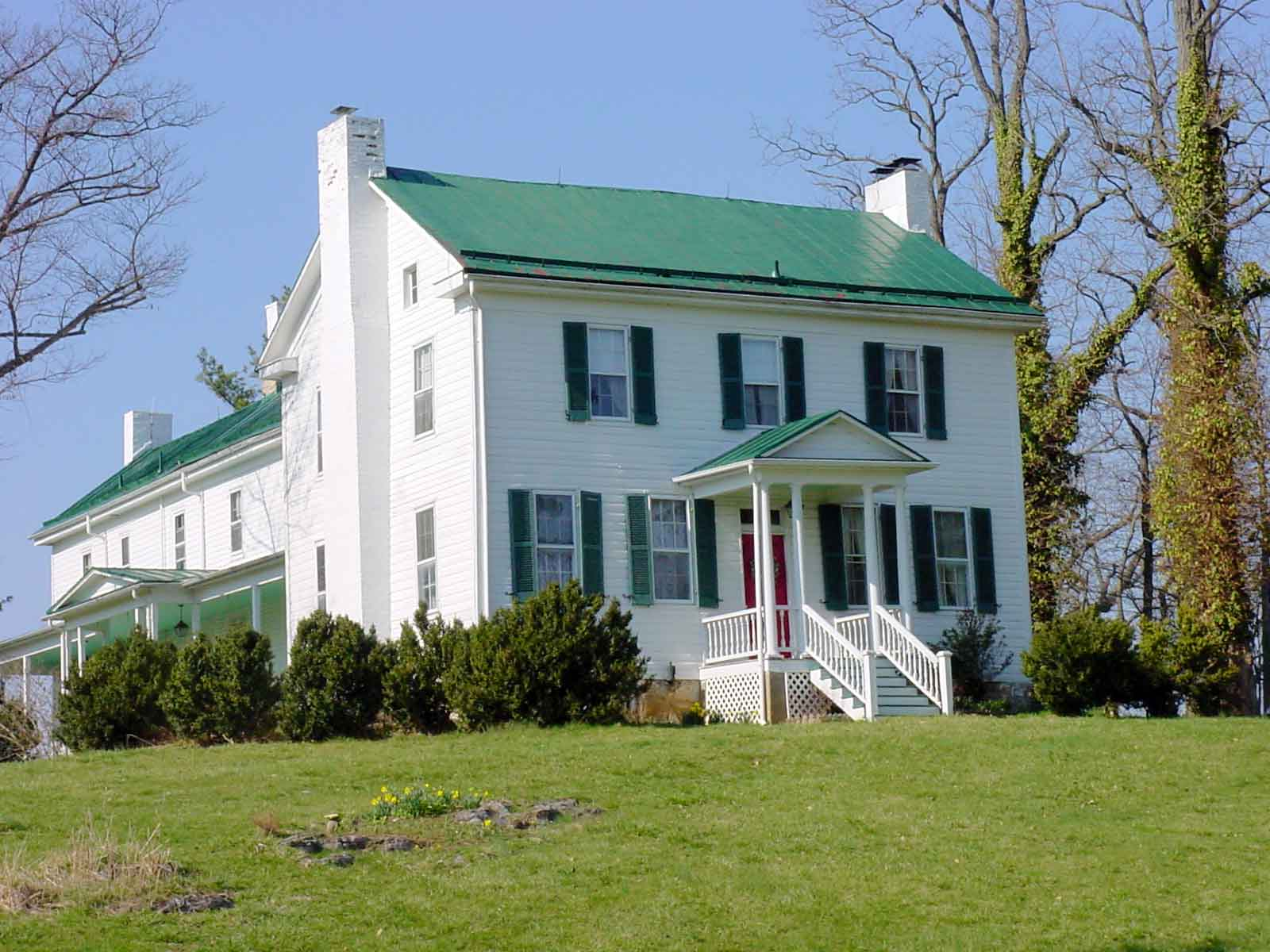
Дом майора Смита